# Monte Alto (Maya)

Monte Alto e altri siti Maya del Periodo Preclassico.

Monte Alto è un sito archeologico situato sulla costa pacifica del Guatemala.
Situato a 20 km a sud-est da Santa Lucía Cotzumalguapa nello stato di Escuintla, Monte Alto venne costruito a partire dal 1800 a.C.. Durante il Tardo Preclassico (400 a.C. - 200) diventò un importante centro regionale. Il sito ha 45 strutture, la più alta delle quali è una piramide che misura 45 metri. La cultura di Monte Alto è una delle più antiche in Mesoamerica, forse più antica di quella degli Olmechi.
Monte Alto è conosciuto per le sue sculture (teste di pietra e vasellame), ma vi sono anche molte stele e tre altari di pietra. Vi sono quindici stele identificate, tre di esse sono grandi e posizionate in maniera da far pensare che fossero usate come riferimento astronomico, per registrare i giorni e la posizione del sole. Infatti, l'azimuth della principale piramide rivolta verso la stele sud segnava il solstizio d'inverno, il 21 dicembre. Il sole sorgeva sopra la stele centrale il 19 febbraio, data in cui la notte segnava a mezzanotte l'elongazione a est della stella Eta Draconis delle Pleiadi, nel Periodo Preclassico. Secondo Marion Popenoe de Hatch, Eta Draconis mostra una stabilità inusuale, e che dal 1800 a.C. fino al 500 la data annuale del tragitto sul meridiano a mezzanotte variava di meno di un giorno (Popenoe de Hatch, 1975).
Le sculture di Monte Alto sono magnetiche. Anche se certi aspetti del magnetismo si presentano con una certa frequenza in natura, sembra che le sculture siano state create da artigiani consci di queste proprietà. Se ciò è vero, le sculture di Monte Alto sarebbero i manufatti magnetici più antichi al mondo.
Della collezione di sculture provenienti da Monte Alto in mostra a La Democracia, Guatemala, quattro teste e tre busti hanno proprietà magnetiche. Tutte e quattro le teste possiedono un polo magnetico settentrionale nella tempia destra, mentre tre di esse possiedono un polo magnetico meridionale sotto l'orecchio destro, e la quarta scultura ha il polo magnetico sud sulla tempia sinistra. Questa occorrenza, con tutta probabilità, non è casuale.
Il sito contava un alto numero di abitanti anche durante il Primo Periodo Classico, specialmente nella zona attorno alla Struttura 6, una piattaforma situata nella zona nord-est.